# Insignes et emblèmes de l'Empire byzantin

L'aigle à deux têtes byzantin

Durant la majeure partie de son histoire, l'Empire romain d'Orient ne semble pas avoir utilisé d'héraldiques, au sens où on l'entend en Europe de l'Ouest. Divers emblèmes, en grec σημεῖα (sēmeia), ont été utilisés dans les cérémonies officielles et à des fins militaires, tels que des bannières ou des boucliers sur lesquels étaient peints différents motifs tels que la croix ou le labarum. L'utilisation de la croix et des icônes du Christ, de la Vierge et de saints divers est également attestée sur les sceaux des officiers de l'Empire, même si ces derniers étaient plutôt utilisés comme des emblèmes familiaux.

## Insignes de l'Empire

### Les aigles

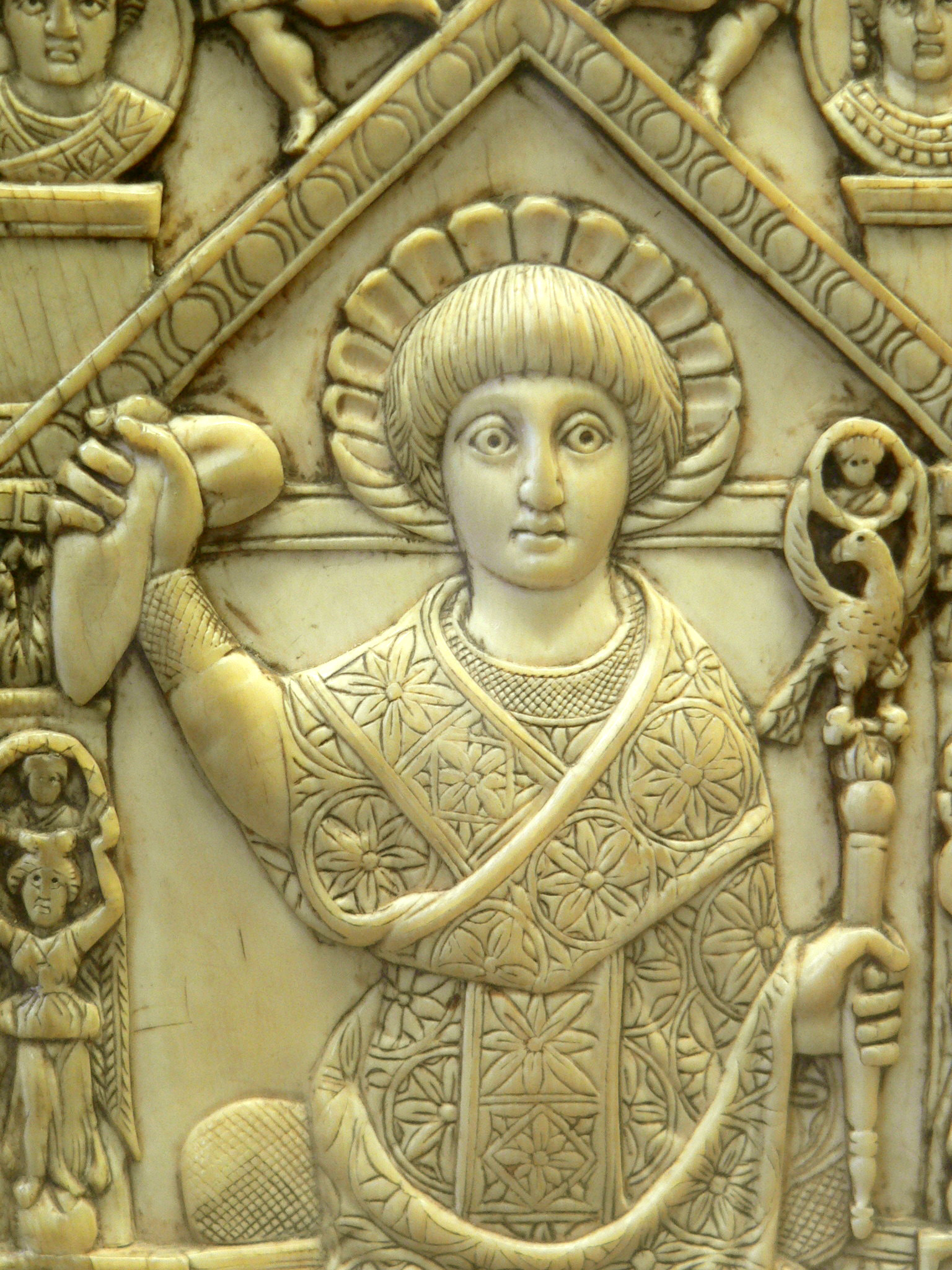
Flavius Anastasius (consul en 517) en tenue consulaire, tenant un sceptre à tête d'aigle

L'aigle impérial à une seule tête, symbole de l'Empire romain, continua à être utilisé dans l'Empire byzantin, bien que beaucoup plus rarement. Ainsi, les « porteurs d'aigles » (ὀρνιθόβορας), descendants des aquiliferi des légions romaines, sont encore attestés au VIe siècle dans le Strategikon de Maurice, bien qu'il soit impossible de déterminer si les titres qu'ils portaient ressemblaient à ceux des légionnaires aquilae. L'aigle cesse d'apparaître sur les pièces de monnaie à partir du VIIe siècle, même si on le trouve encore de temps en temps sur les sceaux officiels et sur les bas-reliefs en pierre. Dans les derniers siècles de l'Empire, des aigles seront encore cousus sur les vêtements impériaux, et peints dans les manuscrits enluminés en tant que décoration de coussins (suppedia) sur lesquels les empereurs se tenaient.
L'emblème le plus souvent associé à l'Empire byzantin est l'aigle à deux têtes. Son apparition est antérieure à l'époque byzantine. Il s'agirait d'un motif traditionnel provenant d'Anatolie durant la période hittite. Les Byzantins, quant à eux, ne l'ont utilisé que dans les derniers siècles de l'Empire. L'adoption de l'aigle à deux têtes a parfois été datée du milieu du XIe siècle lorsque les Comnènes l'ont, dit-on, adopté en s'inspirant de gravures rupestres hittites provenant de leur Paphlagonie natale. Cette thèse semble bien erronée : bien que l'aigle à deux têtes commence effectivement à être utilisé comme motif décoratif dans l'art byzantin au cours du XIe siècle, aucune relation n'est attestée entre ce symbole et la famille impériale avant le XIIIe siècle et la dynastie des Paléologues. Avant cette période, à la fin du XIIe et tout au long du XIIIe siècle, l'aigle fut utilisé dans le nord de la Syrie et de la Haute Mésopotamie. Les sultans artukides d'Amida en Mésopotamie l'utilisèrent comme insigne. Il fut notamment arboré sur les pièces de la dynastie zengide. Saladin et le sultan seldjoukide Kay Qubadh Ier l'ont également utilisé comme motif décoratif de leurs édifices.
Les empereurs paléologues utilisèrent l'aigle à deux têtes comme un symbole des membres supérieurs de la famille impériale. Il est alors principalement utilisé sur les vêtements et autres costumes, comme l'atteste Georges Kodinos dans son Livre de Bureaux au milieu du XIVe siècle. Selon Kodinos, l'empereur portait des chaussures particulières (tzangia) avec des aigles de perles sur les deux tibias et sur le cou-de-pied. Les despotes portaient des bottes similaires de blanc et de pourpre, et faisaient broder des aigles de perles sur leurs selles, tandis que les tapis de selle et les tentes étaient décorées avec des aigles rouges sur fond blanc. De manière similaire, le sébastokrator portait des bottes bleues avec des aigles brodés de fil d'or sur fond rouge, tandis que son tapis de selle était bleu avec quatre aigles brodés de rouge. La seule occasion notable durant laquelle l'aigle à deux têtes fut affichée sur un drapeau fut le voyage de l'empereur Jean VIII Paléologue au concile de Florence, durant lequel l'aigle fut brodé sur le drapeau du navire de l'Empereur. Ce point fut noté par Sphrantzès et confirmé par sa représentation sur les portes de la basilique Saint-Pierre réalisées par le Filarète,.
Dans le monde byzantin, l'aigle (teinté d'or sur fond rouge) a également été utilisée par le despotat de Morée et par la Gattilusi de Lesbos, qui ont été des vassaux des empereurs paléologues,. L'aigle à deux têtes a par ailleurs été utilisé dans l'enclave dissidente de l'empire de Trébizonde, ce qui est attesté par les vêtements impériaux et drapeaux de l'époque. En effet, les portulans de l'Ouest ont utilisé l'aigle à deux têtes (argent/or sur rouge/vermillon) aux XIVe et XVe siècles comme symbole de Trébizonde plutôt que de Constantinople. Des aigles à une tête sont également attestés sur des pièces de monnaie de Trébizonde, et une source datant de 1421 dépeint le drapeau de Trébizonde comme un drapeau jaune et rouge orné d'une tête d'aigle. Selon toute vraisemblance, tout comme dans le métropole byzantine, les deux motifs continuèrent d'être utilisés côte à côte.
D'autres états des Balkans suivirent le modèle Byzantin : les Serbes principalement, mais aussi les Bulgares et l'Albanie sous Georges Kastrioti (plus connu sous le nom de Scanderbeg). À partir de 1472, l'aigle fut également adopté par la grande-principauté de Moscou puis par la Russie. Dans l'Ouest de l'Europe, le Saint-Empire romain germanique adopta de la même façon l'aigle à deux têtes au milieu du XIIIe siècle sous le règne de Frédéric II Hohenstaufen, et l'utilisa en parallèle de sa version à une seule tête.

### Croix tétragrammatique

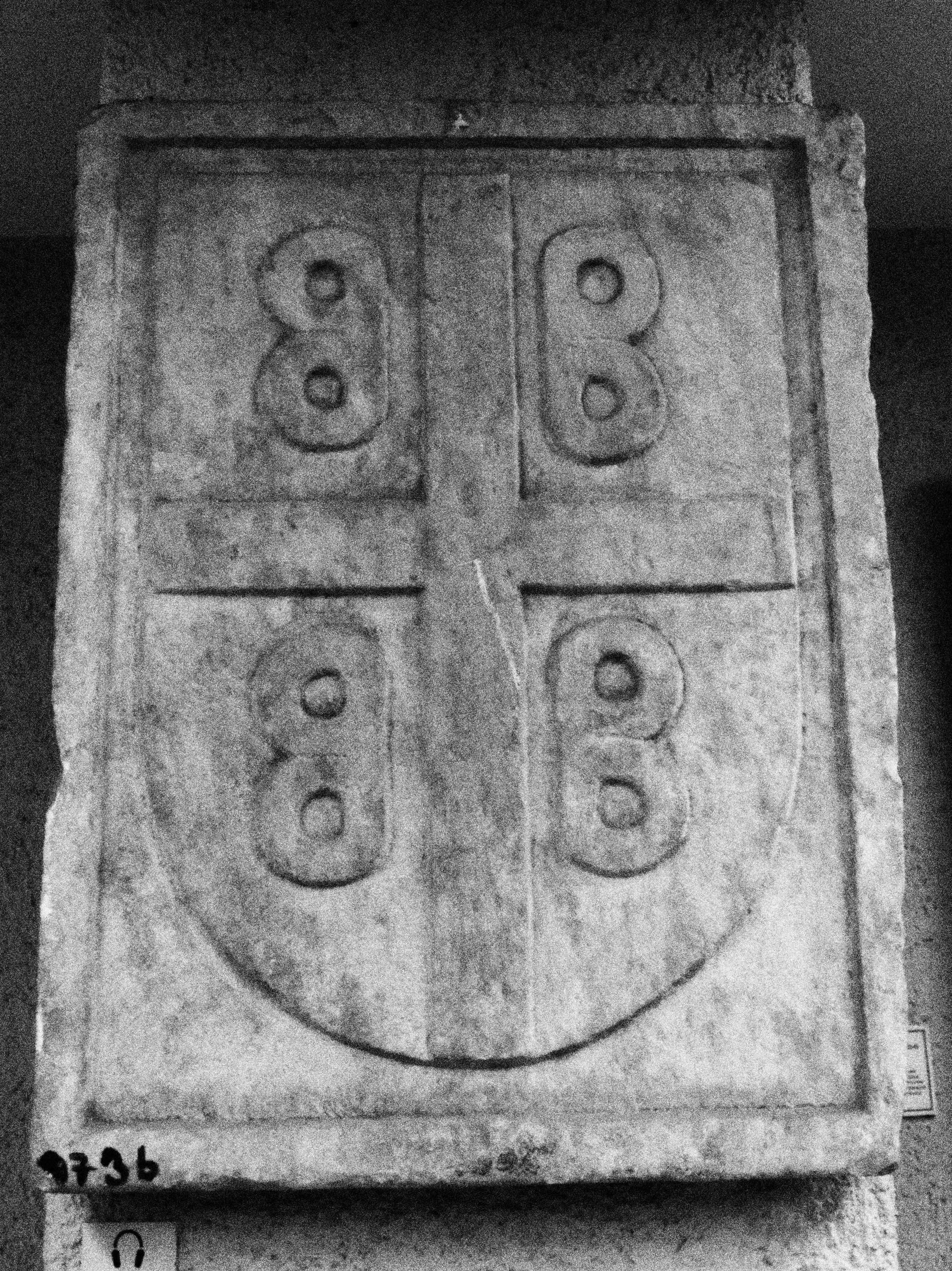
Relief de la croix tétragrammatique en tant qu’armoiries impériales, au Musée archéologique d'Istanbul

Sous les Paléologues, l’emblème de la dynastie régnante — et ce qui s’apparente le plus à un « drapeau national » byzantin selon Soloviev — était la « croix tétragrammatique », composée d’une croix d’or ou d’argent avec, dans chacun des quatre cantons, une lettre bêta « Β » de la même couleur, souvent interprétée comme des fer-à-feu.
En tant qu’emblème, la croix était déjà largement utilisée à Byzance depuis l’Antiquité tardive. Dès le VIe siècle, des croix cantonnées de lettres sont connues, notamment sur les monnaies, formant les acronymes d’invocations variées, par exemple des croix cantonnées de « X » pour Σταυρὲ Χριστοῦ χάριν χριστιανούς χάριζε (« Croix du Christ, accorde ta grâce aux chrétiens »), ou les lettres ϹΒΡΔ pour Σταυρὲ σου βοήθει Ρωμανόν δεσπότην (« Ta croix, assiste le seigneur Romain »). Des représentations de drapeaux à croix cantonnées de disques dorés sont attestées dès le Xe siècle, et une image très proche du motif des Paléologues est connue dès le début du XIIIe siècle.
La croix tétragrammatique devient très fréquente aux XIVe et XVe siècles : elle figure sur les monnaies sous le règne conjoint d’Andronic II et de Michel IX, sur plusieurs portulans occidentaux pour désigner Constantinople et d’autres villes byzantines, au-dessus d’une fenêtre du palais du Porphyrogénète, et elle est décrite par le pseudo-Kodinos comme le « drapeau impérial habituel » (βασιλικὸν φλάμουλον). Sur les monnaies, les « B » sont souvent accompagnés de cercles ou d’étoiles jusqu’à la fin de l’Empire, tandis que des sources occidentales montrent parfois le drapeau comme une simple croix dorée sur fond rouge, sans les lettres. Le symbole a aussi été adopté par des vassaux byzantins, comme les Gattilusio à Lesbos après 1355, ou les seigneurs latins de Rhodes, Vignolo dei Vignoli et Foulques de Villaret. Il fut apposé sur les murs de Galata, sans doute comme marque de la suzeraineté — surtout théorique — de l’empereur byzantin sur la colonie génoise. Avec l’aigle bicéphale, la croix tétragrammatique fut aussi adoptée dans les armoiries de la branche cadette des Paléologues régnant au marquisat de Montferrat,. Elle fut également adoptée en Serbie, avec quelques modifications.
L’interprétation symbolique de l’emblème dépend de l’identification des quatre motifs comme des lettres ou des fers-à-feu — une question sur laquelle les sources contemporaines sont elles-mêmes contradictoires et qui a donné lieu à un long débat, déjà engagé au XVIIe siècle par Du Cange et Marc de Vulson de La Colombière. Une source française de la fin du XVe siècle les décrit explicitement comme des lettres, tandis qu’un voyageur espagnol du milieu du XIVe siècle et le pseudo-Kodinos les appellent des « fers-à-feu » (πυρέκβολα, pyrekvola). Toutefois, comme le souligne Philip Grierson, l’usage symbolique des lettres était profondément ancré dans la culture grecque, et l’interprétation par Kodinos reflète sans doute une influence occidentale.
Les deux lectures traditionnelles des « Β » sont Βασιλεὺς βασιλέων βασιλεύων βασιλεύουσιν (« Roi des rois régnant sur ceux qui règnent ») et Βασιλεὺς βασιλέων βασιλευόντων βασιλεύει (« Le roi des rois règne sur les souverains »), mais selon le numismate Ioannis Svoronos, ces interprétations sont des créations postérieures dues à Vulson de la Colombière. Svoronos propose trois autres lectures, incorporant le symbole de la croix dans la devise : Σταυρὲ βασιλέως βασιλέων βασιλεῖ βοήθει (« Croix du Roi des rois, viens en aide à l’empereur »), Σταυρὲ βασιλέως βασιλέων βασιλευούσῃ βοήθει (« Croix du Roi des rois, aide la ville régnante [Constantinople] »), et Σταυρὲ βασιλέως βασιλέων βασιλεύων βασίλευε (« Croix du Roi des rois, règne souverainement »),. Le héraut grec G. Tipaldos rejette les lectures de Svoronos et propose que les lettres répètent simplement la devise Σταυρέ, βοήθει (« Croix, secours-nous »)

### Emblèmes personnels et familiaux

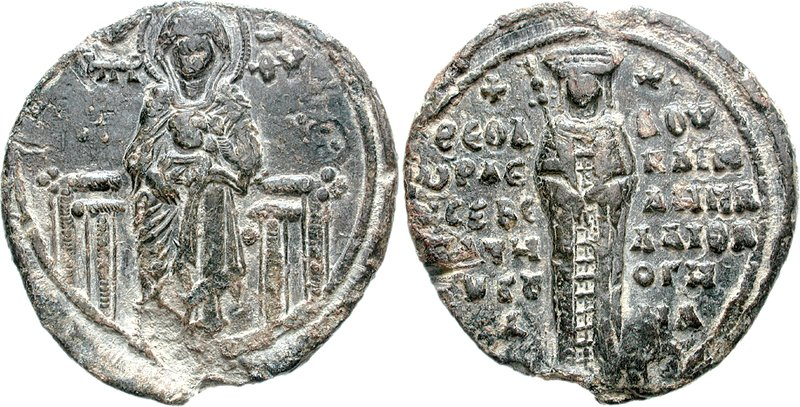
Sceau typique byzantin de Théodora Paléologue, épouse de David VI de Géorgie : la Vierge Marie figure à l’avers et un portrait de Théodora avec ses titres au revers.

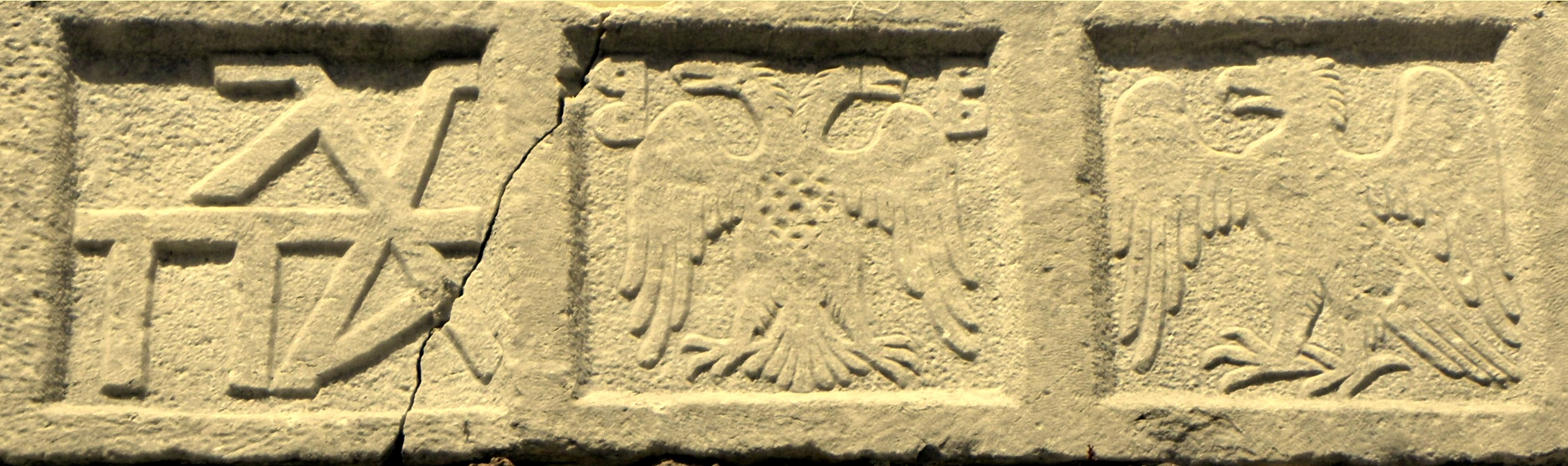
Relief sur le château de Mytilène montrant le chiffre de la famille des Paléologues (à gauche), l’aigle bicéphale byzantin (au centre) avec les armoiries des Gattilusio sur sa poitrine, et l’aigle de la famille Doria (à droite).

Contrairement aux seigneurs féodaux occidentaux, les familles aristocratiques byzantines ne semblent pas avoir utilisé, autant qu'on le sache, de symboles spécifiques pour se désigner elles-mêmes ou leurs partisans. Ce n’est qu’à partir du XIIe siècle, alors que l’Empire entra en contact plus étroit avec les Occidentaux du fait des croisades, que l’héraldique commença à se diffuser à Byzance. Même dans ce contexte, les motifs utilisés dérivaient largement de symboles hérités des siècles précédents, et leur usage se limitait aux grandes familles de l’Empire. Bien plus fréquents, aussi bien sur les sceaux que dans les éléments décoratifs, étaient les chiffres ou monogrammes (en grec : συμπίλημα, sympilēma), où les lettres du nom personnel ou familial du porteur étaient agencées autour d’une croix.

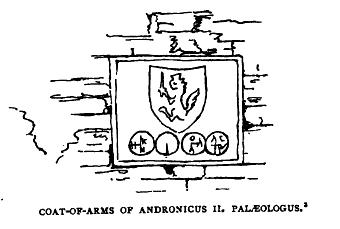
Armoiries d’Andronic II Paléologue sur les anciennes murailles maritimes de Constantinople, dessinées par Mary Adelaide Walker au XIXe siècle.

Un autre motif très occidental figurait sur l’une des tours aujourd’hui détruites des murailles maritimes de Constantinople, restaurée par Andronic II Paléologue (règne 1282–1328), et portait l’emblème de l’empereur : un lion rampant couronné, tenant une épée.
L’usage fréquent du symbole de l’étoile et croissant, que l’on retrouve sur les monnaies, les insignes militaires, voire parfois comme emblème municipal de la capitale impériale, semble remonter au culte d’Hécate Lampadéphore (« porteuse de lumière ») dans la Byzance hellénistique. En 330, Constantin Ier utilisa ce symbole lors de la dédicace de Constantinople à la Mère de Dieu.
On sait qu’Anna Notaras, fille du dernier mégaduc de l’Empire byzantin, Lucas Notaras, fit réaliser un sceau après la chute de Constantinople et son exil en Italie. Celui-ci représentait deux lions se faisant face, tenant chacun une épée dans la patte droite et un croissant dans la patte gauche. Toutefois, ce motif semble avoir été conçu postérieurement à son installation en Italie. À l’inverse, l’adaptation de formes byzantines à un usage occidental est manifeste dans le sceau d’André Paléologue, qui présente l’aigle bicéphale impérial sur un écu, une pratique inconnue à Byzance

## Drapeaux et insignes militaires

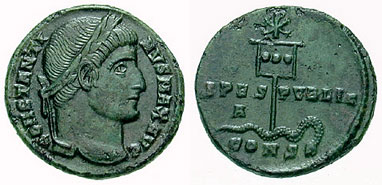
Pièce de monnaie représentant Constantin Ier (v. 337) tenant un labarum transperçant un serpent.

L’armée romaine tardive du IIIe siècle utilisait encore les insignes traditionnels des légions romaines : l’aigle ou aquila, le carré vexillum ainsi que l’imago, buste de l’empereur monté sur une hampe. À ceux-ci s’ajoutait le draco, d’origine dace, utilisé largement par les unités de cavalerie et les troupes auxiliaires. Toutefois, la plupart de ces insignes semblent avoir disparu après le IVe siècle : l’aquila fut abandonnée avec la dissolution des anciennes légions, l’imago disparut après l’adoption du christianisme, et seuls le vexillum et le draco sont encore mentionnés sporadiquement au Ve siècle. Constantin Ier (r. 306–337) introduisit l’emblème du chrisme (Chi-Rho) dans les étendards militaires romains, ce qui donna naissance au labarum. Dans l’iconographie, celui-ci apparaît souvent comme un vexillum orné du Chi-Rho, mais les sources littéraires laissent entendre qu’il pouvait également figurer au sommet d’une hampe. Courant aux IVe et Ve siècles, le labarum disparaît complètement au VIe siècle, pour ne réapparaître que bien plus tard, sous une forme modifiée, dans les regalia impériaux.
Dans le Strategikon de Maurice, manuel militaire attribué à l’empereur Maurice (fin du VIe siècle), apparaissent deux types d’étendards : le petit fanion triangulaire, ou phlamoulon (φλάμουλον, du latin flammula, « petite flamme »), et le bandon (βάνδον), de plus grande taille, emprunté au latin puis aux langues germaniques (bandum),. Les phlamoula servaient à décorer les lances, mais le Stratègikon recommande de les retirer avant la bataille. Ils étaient parfois à une ou deux queues, et dans certains manuscrits postérieurs, ils apparaissent avec trois queues. Le bandon devint quant à lui le principal étendard de bataille byzantin à partir du VIe siècle, et donna même son nom à l’unité militaire de base (bandon ou tagma). L’origine exacte du bandon reste incertaine : il pourrait dériver du draco ou du vexillum, mais il apparaît sous sa forme définitive dans le Stratègikon comme un étendard carré ou rectangulaire, flanqué de longues bandes flottantes.
Les chroniques enluminées, telles que la Chronique de Skylitzès de Madrid, montrent fréquemment des drapeaux du type bandon, ornés de couleurs et motifs variés, mais leur exactitude historique est incertaine. Ces représentations donnent une idée générale de l’apparence des étendards, mais ils sont souvent « schématisés et simplifiés » ; les illustrateurs ne distinguent pas clairement les drapeaux byzantins de ceux de leurs ennemis : même les Sarrasins y apparaissent avec des drapeaux surmontés d’une croix. L’historien A. Babuin note par ailleurs que les drapeaux représentés dans ces manuscrits varient considérablement et qu’aucun motif ne se dégage, si ce n’est un nombre restreint de couleurs — rouge, blanc et bleu — utilisées seules ou en bandes alternées. En outre, la longueur importante des banderoles visibles dans le manuscrit ne se retrouve pas dans les sources visuelles de l’Empire proprement dit, mais reflète des conventions iconographiques propres à l’Italie du Sud, où le manuscrit fut enluminé.
Selon le Stratēgikon, les couleurs des étendards reflètent la subordination hiérarchique d’une unité : les banda des régiments appartenant à la même brigade (moira ou drongos) présentent un fond de la même couleur, différencié par un emblème distinctif, tandis que les régiments d’une même division (meros ou turme) arborent une couleur identique sur leurs fanions. Chaque moira et meros possède également son propre étendard, tout comme le général commandant de l’armée (stratēgos). Ces drapeaux suivent le même modèle mais sont de plus grande taille, et peut-être dotés de fanions supplémentaires (le Stratēgikon représente des drapeaux comportant de deux à huit fanions). Maurice recommande en outre que l’étendard du meros central, dirigé par le commandant en second (hypostratēgos), soit plus visible que ceux des autres merē, et que le drapeau du commandant en chef (ou de l’empereur, s’il est présent) soit le plus reconnaissable de tous. Le Stratēgikon prescrit également un étendard distinct pour le convoi logistique (touldon) de chaque moira. Ces étendards ne servent pas seulement à identifier les unités, mais aussi de points de ralliement et de supports pour la transmission de signaux aux autres formations.
Dans la marine byzantine, chaque navire possède également son propre étendard. Comme sur terre, ces drapeaux servent également à transmettre des signaux. À partir du Xe siècle, la croix devient un symbole plus proéminent et est fréquemment utilisée comme pommeau à la place d'une pointe de lance. Sous le règne de Nicéphore II Phocas (r. 963–969), de grandes croix d’or ornées de pierres précieuses servent d’étendards, probablement montées sur un mât ou représentées sur les drapeaux eux-mêmes. Par ailleurs, l’usage de reliques de la Vraie Croix est souvent mentionné lors des parades militaires,.
À la fin de la période byzantine, pseudo-Kodinos mentionne l’usage de la « croix tétragrammatique » des Paléologues sur l’enseigne impériale (βασιλικόν φλάμουλον, basilikon phlamoulon) portée par les navires de guerre byzantins, tandis que le commandant de la flotte, le mégaduc, arbore une image de l’empereur à cheval.

## Insignes liés à la fonction impériale
| Emblème | Date       | Usage                                                   |
| ------- | ---------- | ------------------------------------------------------- |
|         | 1259–1453  | Bannière impériale des Paléologues                      |
|         | 1261–1453  | Blason impérial sous les Paléologues.                   |
|         | XVe siècle | Étendard personnel de l'empereur.                       |
|         | 1204–1461  | Étendard des Grands Comnènes de l'empire de Trébizonde. |

## Exemples de blasons familiaux

Blason des Micrulaches
Blason des Phouskarnakoi
Blason des Rhaoules
Blason des Phrangopoulos
Blason des Barbaro

## Insignes cérémonieux

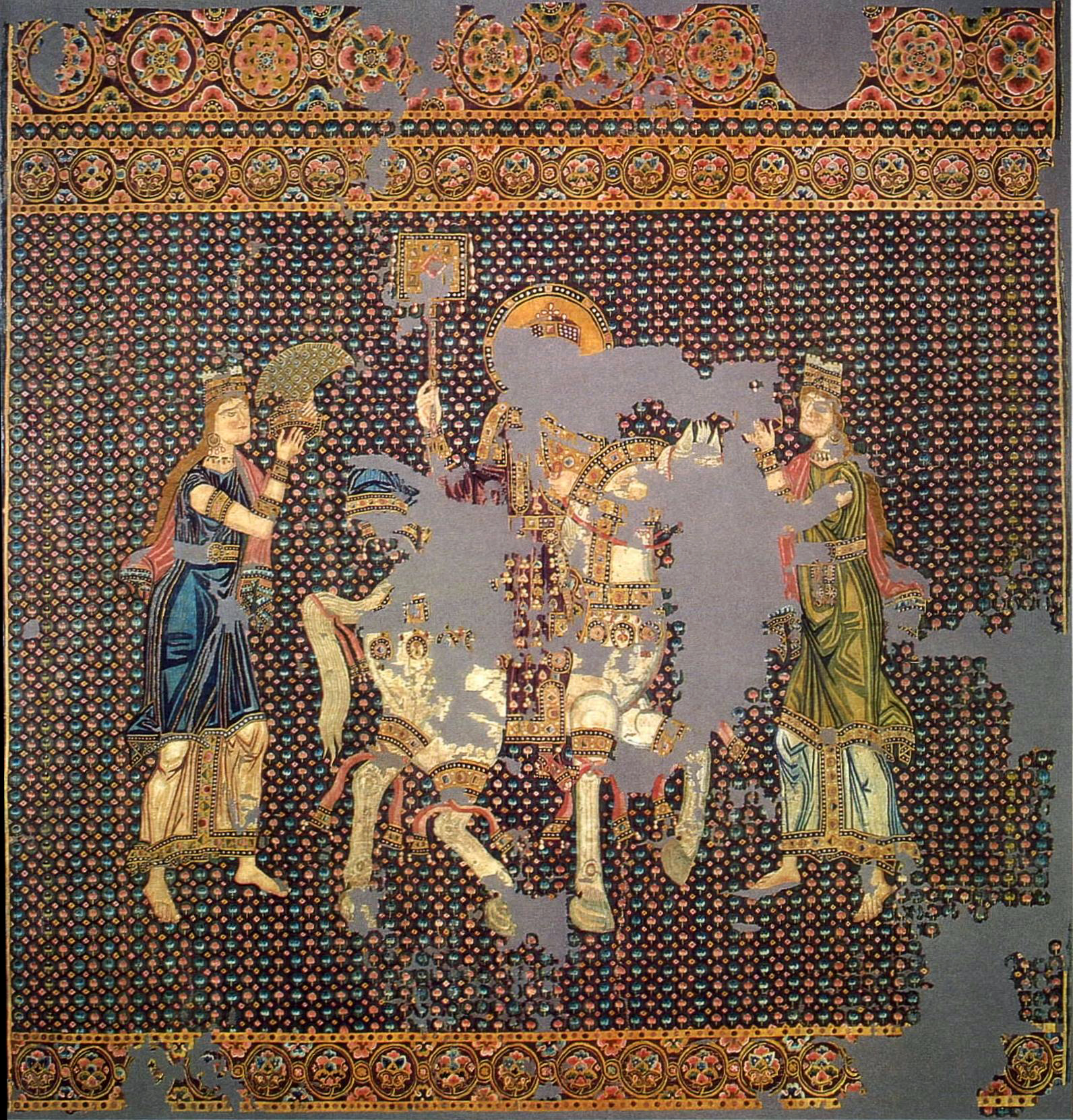
Miniature cérémonielle d’un labarum, portée par un empereur triomphant, telle qu’elle apparaît sur le Gunthertuch du Xe siècle

À partir du VIe siècle et jusqu’à la fin de l’Empire, les Byzantins utilisent également plusieurs types d’insignes cérémoniels. Ceux-ci apparaissent principalement dans le cadre de processions officielles, notamment décrites dans le De Ceremoniis du Xe siècle, bien qu’ils puissent également être utilisés sur les champs de bataille. Lorsqu’ils ne sont pas employés, ces insignes sont conservés dans diverses églises de Constantinople.
Parmi eux figurent les phlamoula impériaux en or et en soie brodée d’or, ainsi que les insignes désignés collectivement sous le nom de « sceptres » (σκῆπτρα, skēptra), généralement des objets symboliques fixés à l’extrémité d’un bâton. Certains d’entre eux, appelés « sceptres romains » (ῥωμαϊκὰ σκῆπτρα, rhōmaïka skēptra), ressemblent aux anciens vexilla, avec une étoffe suspendue (βῆλον, vēlon, du latin velum). D’autres insignes de ce type incluent les eutychia ou ptychia (εὐτυχία ou πτυχία), qui représentent probablement la Victoire,.
Un autre groupe, connu sous le nom de skeuē (σκευή), est mentionné dans le De Ceremoniis. Il s’agit essentiellement d’anciens étendards militaires transmis au fil des générations. On y trouve les laboura (λάβουρα), probablement une forme du labarum ; les kampēdiktouria (καμπηδικτούρια), descendants des bâtons des instructeurs militaires romains tardifs (campiductores) ; les signa (σίγνα, « enseignes ») ; les drakontia (δρακόντια) et les banda. Les drakontia sont clairement les héritiers des anciens draco romains, et le terme draconarius (porteur de dragon) survit jusqu’au Xe siècle. On ignore toutefois l’aspect exact de ces enseignes à cette époque. Selon la description de Nicétas Choniatès, elles conservent encore la manche à vent caractéristique du draco, mais cela pourrait relever d’un archaïsme volontaire. Quoi qu’il en soit, l’usage du dragon comme motif est attesté jusqu’au XIVe siècle,.
Pseudo-Kodinos énumère également plusieurs bannières et insignes employés lors des processions impériales : l’un porte le nom d’archistratēgos (ἀρχιστράτηγος, « général en chef ») ; un autre arbore des images de prélats célèbres et huit fanions, appelé oktapodion (ὀκταπόδιον, « pieuvre ») ; un autre prend la forme d’une croix avec les représentations de saint Démétrios, saint Procope, Théodore Tiron et Théodore le Stratilate ; un autre encore représente saint Georges à cheval ; un autre prend la forme d’un dragon (δρακόνειον, drakoneion) ; enfin, un autre représente l’empereur à cheval.
Il existe une paire de chacun de ces insignes, utilisés lors des processions. En campagne, une ou deux copies sont emportées selon l’importance de l’escorte impériale. Ces insignes sont toujours précédés par le skouterios, qui porte le dibellion (διβέλλιον), enseigne personnelle de l’empereur, ainsi que le bouclier impérial (skouterion). Ils sont suivis par les bannières des despotes et d’autres commandants, et enfin par celles des dēmarchoi (chefs des quartiers de Constantinople).
La nature du dibellion fait débat, mais son nom — vraisemblablement un composé gréco-latin signifiant « double velum » — semble désigner une flamme fourchue (un pennon), manifestement d’origine occidentale.